# Road Trippin'
Road Trippin´ je pátý a poslední singl z alba Californication od Red Hot Chili Peppers. Tato skladba, která je doprovázena pouze kytarou a baskytarou, je prezentována klipem ve kterém účinkují všichni ze sestavy Red Hot Chili Peppers s výjimkou bubeníka Chada Smithe, který se jediný na její tvorbě nepodílel.